# Susana de Baviera
Susana de Baviera (Múnich, 2 de abril de 1502-Neuburg an der Donau, 23 de abril de 1543) fue una noble alemana. Era hija del duque Alberto IV de Baviera y de Cunegunda de Habsburgo, hija del emperador del Sacro Imperio Romano Federico III de Habsburgo y de Leonor de Portugal y Aragón. Sus abuelos paternos eran Alberto III de Baviera, y Ana de Brunswick-Grubenhagen-Einbeck.

## Biografía
Susana se casó con el margrave Casimiro de Brandeburgo-Bayreuth, el 25 de agosto de 1518. El 14 de octubre de 1519, dio a luz a su primera hija, María de Brandeburgo-Kulmbach. A través de esta hija, Susana se convirtió en antepasada del rey Jorge I de Gran Bretaña y de la casa de Hannover. Susana y Casimiro tuvieron cinco hijos:
1. María (1519-1567), casada en 1537 con el elector Federico III del Palatinado (1515-1576). Ellos fueron los padres de Luis VI del Palatinado.[1]
2. Catalina (1520-1521).
3. Alberto II Alcibíades (1522-1557), margrave de Brandeburgo-Kulmbach.
4. Cunegunda (1524-1558), se casó en 1551 con Carlos II de Baden-Durlach (1529-1577).
5. Federico (1525-1525)

Tras la muerte de Casimiro en 1527, Susana se casó con Otón Enrique del Palatinado, el 16 de octubre de 1529. Este segundo matrimonio no produjo hijos.
Susana murió el 23 de abril de 1543 en Neuburg an der Donau, a los 41 años. Ella nunca llegó a ser electora palatina, ya que murió antes que su segundo marido adquiriera la dignidad electoral.